# Білоруські найманці в Кот-д'Івуарі
Білоруські найманці в Кот-д'Івуарі — група колишніх кадрових льотчиків і техніків Збройних сил Білорусії в Кот-д'Івуарі, імовірно спрямованих під патронажем французької та білоруської влади для надання допомоги урядової армії Лорана Гбагбо в громадянській війні 2002—2007 років.

## Передумови участі

### Положення
У 1992—1996 роках у Білорусії проводилася політика демілітаризації, в рамках якої були здійснені заходи щодо скорочення збройних сил та озброєнь. Багато військовослужбовців втратили місце роботи, тоді як держава стояла перед проблемою утилізації надлишків військової техніки. Перший чинник призвів до найманства, коли колишні армійські кадри виїжджали на заробітки в країни, що розвиваються, а другий — розпродаж озброєнь. Найважливішим регіоном для Білорусії у сфері збуту військової продукції та надання послуг підготовки армійських кадрів стала Африка.
У цей час у Кот-д'Івуарі, де почалася громадянська війна, розгорнула свою діяльність Франція. Вона активно допомагала чинному президентові Лорану Гбагбо. Французька сторона, що офіційно виступала в конфлікті як миротворець, прагнула підтримати лояльний собі режим і порядок у колишній колонії (див. неоколоніалізм). Париж шукав тих, хто міг би прикрити його тіньову діяльність тут. За вирішенням цього питання стояв колишній жандарм служби безпеки Єлисейського палацу Робер Монтойя, який під патронажем французького уряду займався різною роботою в Африці, постачанням зброї та вербуванням іноземних бійців.

### Постачання озброєнь
Див. також Експорт військової продукції Білорусії
З початком війни Білорусь почала активно постачати військову техніку для Збройних сил Кот-д'Івуару. У 2002-му продано 2 вертольоти Мі-24В, 10 мінометів 2С12 «Сані» і 12 БМП-1. У 2003 році поставлені 2 штурмовики Су-25УБ (двомісні), 6 РСЗО БМ-21, 6 БТР-80, 13 БРДМ-2 та 1 БМП-1. 2004 року івуарійці отримали ще 2 Су-25, але вже одномісних. Постачання авіаційної техніки були найбільш значущі, оскільки в ході бойових дій аеродром у Буаке, де базувався основний кулак ВПС Кот-д'Івуару, був захоплений угрупуванням «Нові сили», і значну частину авіапарку країна втратила.

## Діяльність

### Загальний огляд
Разом із озброєнням до країни прибула група білоруських військових спеціалістів, що складається з пілотів та техніків. Їх завданням стало перенавчання івуарійських пілотів, які раніше літали на Dassault/Dornier Alpha Jet, до польотів на Су-25. Статус іноземців у Кот-д'Івуарі на сьогоднішній день до кінця не зрозумілий. В обороті у білорусів та івуарійців знаходилося два двомісні Су-25 під номерами «20» (закріплений за Борисом Смахіним) і «21» (закріплений за Юрієм Сушкіним). Контингент базувався на аеродромі Ямусукро, де разом з ним розміщувалися сили 2-го гусарського полку армії Франції. Перший бойовий виліт було здійснено 4 листопада 2004 року. На завдання вийшли два змішані екіпажі: Юрій Сушкін летів із капітаном Анжем Гнандуетом, а Борис Смахін із підполковником Патрісом Уеям. Було завдано ударів по складах боєприпасів та укриттям лідерів повстанців.
У листопаді 2005 року, за даними телеканалу CNN, до Кот-д'Івуару попрямували 10 техніків з України та Білорусії. До їхнього завдання увійшло відновлення та ремонт літаків та гелікоптерів.

### Інцидент у Буаке
6 листопада 2004 року пари екіпажів Сушкін-Гнандуєт і Смахін-Уей здійснили, ймовірно помилково, наліт на базу французьких військ в Буаке. Під бомбами загинули дев'ять військовослужбовців і один громадянин США, який працював з гуманітарної місії. Повернувшись на базу, пілоти зіштовхнулися із бійцями 2-го гусарського полку. Французи обстріляли літаки з протитанкових комплексів, вбивши одного івуарійського техніка, а потім полонили всіх, хто знаходився на території гавані. Проте невдовзі вони відпустили затриманих. Білоруси вирішують бігти в Гану, а звідти йдуть в Того.
16 листопада групу ловлять тоголезські силовики. Тодішній міністр внутрішніх справ країни Франсуа Боко намагався видати іноземців французькій владі, але за два тижні з негласного дозволу останніх їх відпускають. Сушкін та інші були швидко евакуйовані з Того за посередництвом колишнього жандарма служби безпеки Єлисейського палацу Робера Монтойя.
29 березня 2021 року в Парижі почалися судові засідання з цих подій. 15 квітня Сушкін, Гнандует і Уей були визнані винними в загибелі військових і заочно засуджені до довічного ув'язнення. Водночас із невідомих причин із справи виключили Смахіна.

### Офіційні заяви
12 листопада 2004 року міністр оборони Франції Мішель Аліо-Марі заявила, що в літаках Кот-д’Івуару, що бомбували тиждень раніше французьких миротворців у Буаку, перебували білоруські пілоти-найманці. Представник МЗС Республіки Білорусь Андрій Савіних заявив про відсутність білоруських громадян, а тим більше військових, у країні. Уряд Гбагбо також заперечував участь у конфлікті білорусів.Як заявив тодішній заступник командувача Військово-повітряних сил Кот-д’Івуару полковник Аду Бахіро Денис, іноземці хоч і надавали допомогу та консультації військової авіації, але безпосередньо з технікою не працювали. У той же час, у відповідь на питання щодо техніків з білим кольором шкіри, офіцер сказав, що ці особи були мулатами або мали змішане походження.

## Джерело
1. ↑  Сергей Франчук. По следам наших птиц: Война в стране кокао // История авиации : журнал — № 3. — 2005. — с. 63-68.
2. ↑  Валер Карбалевіч. Якія наступствы могуць мець скандалы з пастаўкамі зброі? [Архівовано 2022-01-02 у Wayback Machine.] // Радыё Свабода : радыёвяшчальная арганізацыя. — 1 сакавіка 2011.
3. ↑  Андрей Александрович. Летало ли белорусское оружие в Ливию и Кот-д'Ивуар? // TUT.BY : интернет-портал. — 2 марта 2011.
4. ↑  Егор Лебедок. Белорусское военное присутствие в Африке [Архівовано 2021-05-13 у Wayback Machine.] // Thinktanks.by : сайт белорусских исследований. — 7 февраля 2021.
5. 1 2  След белорусского оружия в Кот-д’Ивуар. Архів оригіналу за 8 жовтня 2017. [Архівовано 2017-10-08 у Wayback Machine.]
6. 1 2 3  Сергей Дмитриев. 15 лет без ответа: кто виновен в бомбардировке французских военных в Кот-д’Ивуар [Архівовано 2021-05-13 у Wayback Machine.] // RFI : новостная радиостанция. — 20 марта 2020.
7. ↑  Завоюет ли Беларусь позиции на глобальных рынках оружия?. Архів оригіналу за 20 січня 2019. Процитовано 13 квітня 2022.
8. 1 2 3 4  Stijn Mitzer and Joost Oliemans. Ivory Coast’s Su-25s - The Sharks Won’t Bite Again [Архівовано 2022-01-25 у Wayback Machine.], Oryx Blog, 31 March 2021.
9. ↑  Украина и Белоруссия тайно восстанавливают ВВС Кот-д’Ивуара [Архівовано 2019-08-25 у Wayback Machine.] // Лента.ру 14 ноября 2005
10. ↑  Wikileaks: Белорусские летчики бомбили французскую военную базу в Африке. Архів оригіналу за 19 липня 2018. Процитовано 1 серпня 2018. [Архівовано 2018-07-19 у Wayback Machine.]
11. ↑  Дмитрий Гусев. Тайны Су-25 и Юрия Сушкина: в Париже вынесли приговор по делу об убийстве французских военных в Кот-д’Ивуар [Архівовано 2022-04-08 у Wayback Machine.] // RFI, 16 апреля 2021
12. ↑  Денис Бурковский. Белорус заочно получил пожизненное за убийство французских миротворцев. Рассказываем, что известно [Архівовано 2021-04-21 у Wayback Machine.] // TUT.BY, 16 апреля 2021
13. ↑  Французов разбомбили белорусские пилоты [Архівовано 2019-08-25 у Wayback Machine.] – Коммерсантъ, 12.11.2004
14. ↑  Кот-д’Ивуар: Французы взяли под стражу украинцев и белорусов[недоступне посилання] // TUT.BY, 14 ноября 2004
15. ↑  Белорусские наёмники на Су-25 разбомбили франко-американских «миротворцев» в Кот-д’Ивуар. Архів оригіналу за 3 квітня 2015. Процитовано 3 серпня 2009. [Архівовано 2015-04-03 у Wayback Machine.]
16. ↑  Франчук, с. 67